# 2008년 토론토 국제 영화제
제33회 토론토 국제 영화제는 2008년 9월 4일에 열린 시상식이다.

## 수상 및 후보

### 관객상
- 슬럼독 밀리어네어 - 대니 보일 수상

### City TV상
- 비포 투모로우 - 마리-엘렌 쿠지노 수상
- 비포 투모로우 - 매들린 이발루 수상

### 토론토시티상
- 잃어버린 노래 - 로드리크 장 수상

### 캐나다 단편영화상
- 블록 B - 크리스토퍼 챈 푸이 총 수상

### 디스커버리상
- 헝거 - 스티브 맥퀸 수상

### FIPRESCI-상
- 라임라이프 - 데릭 마티니 수상
- 수치 - 스티브 제이콥스 수상

### 캐나다 퍼스트! 부문
- 비포 투모로우 - 마리-엘렌 쿠지노 외 1명
- 보더라인 - 리네 샬레보이스
- 컨트롤 알트 딜리트 - 캐머런 라빈
- 쿠퍼스 카메라 - 워렌 P. 소노다
- 다운 투 더 더트 - 저스틴 심스
- 에디슨 앤 레오 - 닐 번스
- 너즈.파이터.보이 - 찰스 오피서
- Only - 사이몬 레이놀즈 외 1명
- 리얼 타임 - Randall Cole
- When Life was Good - 테리 마일즈

### 캐나다의 열린 도약 부문
- 글렌 굴드에 관한 32개의 이야기 - 프랑소와 지라르

### 현대 세계 영화 부문
- 하루 5달러 - 나이젤 콜
- 삶의 서른 세 장면 - 마우고시카 슈모프스카
- 여드름 - 페데리코 베이로
- 아델라 - 아돌포 알릭스 주니어
- 나를 둘러싼 것들 - 하시구치 료스케
- 더 블라인드 선플라워스 - 호세 루이스 쿠에르다
- 우리도 사랑한다 - 안드레아스 드레센
- 컨트리 티처 - 보단 슬라마
- 결혼식 소동 - 발디스 오스카즈도티르
- 아잔 - 라바 아뫼르-자이메쉬
- 마크 오브 엔젤 - 사피 네부
- 노 히트 노 런 썸머 - 프랜시스 르클레르
- 피어 미 낫 - 크리스티안 레브링
- 필름 위드 미 인 잇 - 이안 피츠기본
- 살육의 시간 - 난디타 다스
- 플레임 & 시트런 - 올레 크리스찬 매드슨
- 더 고스트 - 카렌 오가네스얀
- 굿바이 솔로 - 라민 바라니
- 엘 그레코 - 야니스 스마라그디스
- Horn of Plenty - Juan Carlos Tab?
- 여름의 조각들 - 올리비에 아사야스
- In the Shadow of the Naga - Phawat Panangkasiri
- 열망(영어판) - 크리스티안 펫졸드
- 카티아의 자매 - 마이케 더 용
- 소년 캄사 - 카림 드리디
- 뜨개질 - 인리촨
- 레일라의 생일 - 라시드 마쉬라위
- 리냐 지 파시 - 월터 살레스
- 사자굴 - 파블로 트라페로
- 잃어버린 노래 - 로드리크 장
- 마찬 - 우베르토 파솔리니
- 엄마는 미용실에 계세요 - 레아 풀
- Middle of Nowhere - 칼 베세이
- My Mother, My Bride and I - 한스 스타인비클러
- 더 내로우스 - 프랑수아 벨르
- 무당의 춤 - 굴삿 오마로바
- 오슬로의 이상한 밤 - 벤트 해머
- Once Upon a Time in Rio - 브레노 실베이라
- 판도라의 상자 - 예심 우스타오글루
- 패트릭 1,5 - 엘라 렘하겐
- 페드로 - 닉 오세아노
- Radio Love - Leonardo de Armas
- The Rest of the Night - 프란체스코 문지
- 레스트리스 - 아모스 콜렉
- 리턴 투 한사라 - 추스 구티에레즈
- 보복 - 괴츠 스필만
- 스킨 - 안소니 파비안
- 슈거 - 애너 보든 외 1명
- 테자 - 헤일리 게리마
- 세 남자 - 미카 카우리스마키
- 토론토 스토리스 - 숙인 리 외 3명
- 나무없는 산 - 김소영
- 두 발로 걷는 말 - 사미라 마흐말마프
- 나무 아래서 - 가린 누그로호
- 웬디와 루시 - 켈리 라이카트
- 백야의 결혼식 - 발타자르 코루마쿠르
- 더 윈도우 - 카를로스 소린

### 다이알로그 부문
- Bayan Ko: My Own Country - Joan Dupont 외 1명
- 라 푸앵트 쿠르트로의 여행 - 아녜스 바르다
- Sam and Me - 디파 메타
- The Terence Davies Trilogy - 테렌스 데이비스

### 디스커버리 부문
- $9.99 - 타티아 로젠탈
- 애이프론 스트링스 - 시마 어랄
- Better Things - Duane Hopkins
- 콜드 런치 - 에바 세르헤우
- 낮술 - 노영석
- 델타 - 코르넬 문드럭초
- 거대한 - 맷 애슬튼
- 기묘한 피크닉 - 아드리안 시타루
- 헝거 - 스티브 맥퀸
- 카불리 키드 - 바르막 아크램
- Lovely, Still - Nik Fackler
- 라임라이프 - 데릭 마티니
- 멜랑콜리의 묘약 - 배리 젠킨스
- 로스 파라노이코스 - 가브리엘 메디나
- 파르크 - 아르노 데 팔리에르
- 레인 - 마리아 고반
- 스노우 - 아이다 베기츠
- 더 스토닝 오브 소라야 M. - 사이러스 노라스테
- 테일 52 - 알렉시스 알렉시우
- 쓰리 블라인드 마이스 - 매튜 뉴턴
- 토니 마네로 - 파블로 라라인
- 툴판 - 세르게이 드보르세보이
- 휴가 - 카도이 하지메
- 왓 더즌트 킬 유 - 브라이언 굿맨
- 구월풍 - 임서우
- 지프트 - 하보르 가르데브

### 갈라스 부문
- 번 애프터 리딩 - 에단 코엔 외 1명
- 딘 스팬리 - 토아 프레이저
- 공작부인: 세기의 스캔들 - 사울 딥
- 피프티 데드 멘 워킹 - 카리 스코글랜드
- 모나코 여인 - 안 퐁텐
- 좋은 놈, 나쁜 놈, 이상한 놈 - 김지운
- 더 로스 오브 티어드롭 다이아몬드 - 조디 마켈
- 럭키 원스 - 닐 버거
- 거짓 혹은 진실 - 로드 루리
- 원위크 - 마이클 맥고완
- 디 아더 맨 - 리처드 이어
- 파스샹달 - 폴 그로스
- 프라이드 앤 글로리 - 게빈 오코너
- 공공의 적 넘버 원 - 장-프랑소와 리셰
- 레이첼, 결혼하다 - 조나단 드미
- 벌들의 비밀생활 - 지나 프린스-바이스우드
- 싱 이즈 킹 - 아니스 바즈미
- 스톤 오브 데스티니 - 찰스 마틴 스미스
- 후 두 유 러브 - 제리 작스
- 작년 겨울 - 카롤리네 링크

### 마스터스 부문
- 아킬레스와 거북이 - 기타노 다케시
- 애덤 레져렉티드 - 폴 슈레이더
- 영원한 순간 - 얀 트로엘
- 안나와의 나흘 밤 - 예르지 스콜리모프스키
- 이 밤 - 베르너 슈로에터
- 리버풀의 추억 - 테렌스 데이비스
- 아녜스 바르다의 해변 - 아녜스 바르다
- 로나의 침묵 - 장 피에르 다르덴
- 쓰리 몽키스 - 누리 빌게 제일란
- 도쿄 소나타 - 구로사와 기요시

### 매버릭 부문
- The People Speak - 하워드 진 외 2명
- Picasso & Braque Go to the Movies - 안 글림처
- A Time to Stir - 폴 크로닌
- In Conversation with Kathryn Bigelow

### 미드나잇 매드니스 부문
- 아콜라이트 - 존 휴잇
- 버로워즈 - J.T. 페티
- 초콜렛 - 프라챠 핀카엡
- 데드걸 - 마셀 사미엔토
- 디트로이트 메탈 시티 - 리 토시오
- 에덴 로그 - 프랭크 베스티엘
- 장 클로드 반담 - 마브룩 엘 메크리
- 마터스: 천국을 보는 눈 - 파스칼 로지에
- 헐리웃과 맞장뜨기: 호주 B무비의 세계 - 마크 하틀리
- 섹시 킬러 - 마구엘 마르티

### 리얼 투 릴 부문
- 7915 Km - Nikolaus Geyrhalter
- 아메리카 70 섹스 천국 - 매튜 카우프만 외 1명
- 앳 더 엣지 오브 더 월드 - 댄 스톤
- The Biggest Chinese Restaurant in the World - 첸 웨이준
- Blind Loves - Juraj Lehotsk
- 블러드 트레일 - 리처드 패리
- 시티즌 줄링 - 끄라이삭 춘하반 외 2명
- The Dungeon Masters - 케븐 맥앨스터
- 이그재민드 라이프 - 아스트라 테일러
- 푸드 주식회사 - 로버트 컨너
- From Mother to Daughter - Andrea Zambelli
- Harvard Beats Yale 29-29 - 케빈 래퍼티
- 예닌의 심장 - 마커스 베터 외 1명
- 잇 마이트 겟 라우드 - 데이비스 구겐하임
- 킬링 카즈트너 - 게일른 로스
- 천사들의 추억 - 뤽 부르동
- 모어 댄 어 게임 - 크리스토퍼 벨맨
- 패리스, 낫 프랑스 - 애드리아 페티
- 피스 미션 - 도로테 베너
- 리얼 샤오린 - 알렉산더 세바스찬 리
- Sea Point Days - Fran?is Verster
- 셰익스피어와 빅토르 위고가 만나는 곳 - 유레네 올라이졸라
- 소울 파워 - 제프리 레비-힌트
- 나도 스타가 될거야 - 제이미 제이 존슨
- Under Rich Earth - Malcolm Rogge
- 환생을 찾아서 - 나티 바라츠
- Unwanted Witness - Juan Jos
- Upstream Battle - Ben Kempas
- Witch Hunt - Dana Nachman 외 1명
- Yes Madam, Sir - Megan Doneman

### 캐나다 단편 부문
- The Catsitter - 팀 해밀턴
- Running - 앤 마리 플레밍
- Hungu - 니콜라스 브로
- Spoiled - Sherry White
- Pat's First Kiss - Pat Mills
- A Small Thing - Adam Garnet Jones
- Lobotomobile - 사라 세인트 온지

### 특별한 발표 부문
- 35 럼 - 클레어 드니
- 애모 - 아톰 에고이안
- 위드 어 리틀 헬프 프럼 마이셀프 - 프랑수아 뒤페롱
- 아팔루사 - 에드 해리스
- 동사서독 리덕스 - 왕가위
- 더 씨 월 - 리티 판
- 눈먼 자들의 도시 - 페르난도 메이렐레스
- 블룸 형제 사기단 - 라이언 존슨
- 버닝 플레인 - 길예르모 아리아가
- 맹세코 난 아니야! - 필리프 팔라도
- 체 1부 - 아르헨티나 - 스티븐 소더버그
- 체 2부 - 게릴라 - 스티븐 소더버그
- 크리스마스 이야기 - 아르노 데스플레샹
- 수치 - 스티브 제이콥스
- 일 디보 - 파올로 소렌티노
- 이지 버츄 - 스테판 엘리엇
- 엠프티 네스트 - 다니엘 부르만
- 에브리 리틀 스텝 - 코러스라인 - 제임스 D. 스턴
- 파리 36 - 크리스토퍼 파라티에
- 플래쉬 오브 지니어스 - 마크 에이브러햄
- 제노바 - 마이클 윈터바텀
- 고스트 타운 - 데이빗 코엡
- 굿 - 빈센트 아모림
- 해피 고 럭키 - 마이크 리
- 헤븐 온 어스 - 디파 메타
- 허트 로커 - 캐서린 비글로우
- 당신을 오랫동안 사랑했어요 - 필립 클로델
- 인주 - 바벳 슈로더
- 이즈 애니바디 데어? - 존 크로리
- 실크 사리 - 프리야다샨
- 라스트 스탑 174 - 브루노 바레토
- 매니지먼트 - 스티븐 벨버
- 나와 오손 웰스 - 리처드 링클레이터
- 안나 성당의 기적 - 스파이크 리
- 뉴욕 아이 러브 유 - 이반 아탈 외 12명
- 닉과 노라의 인피니트 플레이리스트 - 피터 솔레트
- 운수 좋은 날 - 페르잔 오즈페텍
- 플라스틱 시티 - 유릭와이
- Plus tard, tu comprendras - 아모스 기타이
- 신은 없다 - 래리 찰스
- 락큰롤라 - 가이 리치
- 세라핀 - 마르탱 프로보스트
- 슬럼독 밀리어네어 - 대니 보일
- 걸어도 걸어도 - 고레에다 히로카즈
- 시네도키, 뉴욕 - 찰리 카우프만
- 발렌티노: 마지막 황제 - 맷 타이노어
- 바시르와 왈츠를 - 아리 폴만
- 베를린의 여인 - 막스 파르베르복
- 더 레슬러 - 대런 아로노프스키
- 아프리카의 목소리 유쑨두 - 엘리자베스 차이 베사헬리
- 잭과 미리가 포르노 영화를 만들다 - 케빈 스미스

### 스프로켓 패밀리 존 부문
- 크라바트 - 마르코 크레즈페인트너
- 미아와 거인 미구 - 자크 레미 제랄드
- 문프린세스: 문에이커의 비밀 - 가버 추보
- 춤추는 꿈틀이 밴드 - 토머스 보르히 닐슨

### 뱅가드 부문
- 애프터워즈 - 질 부르도스
- Derri?e moi - 라파엘 오엘렛
- 디오시스 - 호세 멘데즈
- 키시스 - 랜스 데일리
- 오션 플레임 - 유분두
- 파라다 - 마코 폰테코보
- 폰티풀 - 브루스 맥도널드
- 사우나 - 안티-주시 안닐라
- 서비스 - 브리얀테 멘도사
- 티어스 포 세일 - 우로스 스토야노빅
- 유니버설러브 - 토머스 보쉬츠
- 폭발하는 젊음 - 헤랄도 나란요

### 비젼 부문
- 24 시티 - 지아장커
- 새들의 노래 - 알베르 세라
- 나는 보고 싶다 - 조아나 햇지토머스
- 샐러맨더 - 파블로 아구에로
- 스카이 크롤러 - 오시이 마모루
- S? - 세미 카플라노글루
- 언서튼티 - 스콧 맥게히 외 1명
- 언스포컨 - 피엔 트로치
- 빈얀 - 파브리스 뒤 벨즈